# Nakamura Yuya (cầu thủ bóng đá, sinh 1986)
Yuya Nakamura (中村 祐也 Nakamura Yūya, sinh ngày 14 tháng 4 năm 1986 ở Kamifukuoka, Saitama) là một cầu thủ bóng đá người Nhật Bản hiện tại thi đấu cho Machida Zelvia.

## Thống kê sự nghiệp
Cập nhật đến ngày 23 tháng 2 năm 2018.
| Thành tích câu lạc bộ | Thành tích câu lạc bộ | Thành tích câu lạc bộ | Giải vô địch | Giải vô địch | Cúp                   | Cúp                   | Cúp Liên đoàn | Cúp Liên đoàn | Châu lục | Châu lục  | Tổng cộng | Tổng cộng |
| Mùa giải              | Câu lạc bộ            | Giải vô địch          | Số trận      | Bàn thắng    | Số trận               | Bàn thắng             | Số trận       | Bàn thắng     | Số trận  | Bàn thắng | Số trận   | Bàn thắng |
| Nhật Bản              | Nhật Bản              | Nhật Bản              | Giải vô địch | Giải vô địch | Cúp Hoàng đế Nhật Bản | Cúp Hoàng đế Nhật Bản | J. League Cup | J. League Cup | AFC      | AFC       | Tổng cộng | Tổng cộng |
| --------------------- | --------------------- | --------------------- | ------------ | ------------ | --------------------- | --------------------- | ------------- | ------------- | -------- | --------- | --------- | --------- |
| 2005                  | Urawa Red Diamonds    | J1 League             | 0            | 0            | 0                     | 0                     | 0             | 0             | -        | -         | 0         | 0         |
| 2006                  | Urawa Red Diamonds    | J1 League             | 0            | 0            | 0                     | 0                     | 0             | 0             | -        | -         | 0         | 0         |
| 2007                  | Urawa Red Diamonds    | J1 League             | 0            | 0            | 0                     | 0                     | 0             | 0             | 0        | 0         | 0         | 0         |
| 2008                  | Shonan Bellmare       | J2 League             | 5            | 0            | 1                     | 0                     | -             | -             | -        | -         | 6         | 0         |
| 2009                  | Shonan Bellmare       | J2 League             | 44           | 14           | 1                     | 0                     | -             | -             | -        | -         | 45        | 14        |
| 2010                  | Shonan Bellmare       | J1 League             | 30           | 3            | 1                     | 0                     | 4             | 2             | -        | -         | 35        | 5         |
| 2011                  | Shonan Bellmare       | J2 League             | 5            | 3            | 0                     | 0                     | -             | -             | -        | -         | 5         | 3         |
| 2012                  | Shonan Bellmare       | J2 League             | 8            | 2            | 0                     | 0                     | -             | -             | -        | -         | 8         | 2         |
| 2013                  | Shonan Bellmare       | J1 League             | 0            | 0            | 0                     | 0                     | 0             | 0             | -        | -         | 0         | 0         |
| 2014                  | Shonan Bellmare       | J2 League             | 10           | 1            | 0                     | 0                     | -             | -             | -        | -         | 10        | 1         |
| 2015                  | Machida Zelvia        | J3 League             | 16           | 0            | 2                     | 0                     | -             | -             | -        | -         | 18        | 0         |
| 2016                  | Machida Zelvia        | J2 League             | 19           | 11           | 1                     | 0                     | -             | -             | -        | -         | 20        | 11        |
| 2017                  | Machida Zelvia        | J2 League             | 8            | 0            | 0                     | 0                     | -             | -             | -        | -         | 8         | 0         |
| Tổng cộng sự nghiệp   | Tổng cộng sự nghiệp   | Tổng cộng sự nghiệp   | 161          | 34           | 6                     | 0                     | 4             | 2             | 0        | 0         | 171       | 36        |